# Aubaine
Aubaine ist eine französische Gemeinde mit 89 Einwohnern (Stand: 1. Januar 2022) im Département Côte-d’Or in der Region Bourgogne-Franche-Comté. Sie gehört zum Arrondissement Beaune und zum Kanton Arnay-le-Duc.
Nachbargemeinden sind Veuvey-sur-Ouche im Nordwesten, Antheuil im Norden, Bouilland im Osten, Bessey-en-Chaume im Süden sowie Bligny-sur-Ouche, Thorey-sur-Ouche und Crugey im Westen.

## Bevölkerungsentwicklung
| Jahr                       | 1962 | 1968 | 1975 | 1982 | 1990 | 1999 | 2008 | 2015 |
| -------------------------- | ---- | ---- | ---- | ---- | ---- | ---- | ---- | ---- |
| Einwohner                  | 103  | 92   | 57   | 57   | 67   | 58   | 89   | 100  |
| Quellen: Cassini und INSEE |      |      |      |      |      |      |      |      |

## Sehenswürdigkeiten
- Kirche Saint-Quentin